# XXXVIII Congreso del PSOE
El XXXVIII Congreso del Partido Socialista Obrero Español se celebró en Sevilla (España), los días 3, 4 y 5 de febrero de 2012. El Congreso se convocó para elegir al sustituto de José Luis Rodríguez Zapatero al frente de la Secretaría General del Partido y también definir la línea política socialista tras la derrota en las elecciones generales celebradas en noviembre de 2011. El veterano candidato Alfredo Pérez Rubalcaba resultó vencedor en detrimento de Carme Chacón, en una reñida votación.

## Contexto político
En las elecciones generales de noviembre de 2011, el Partido Socialista obtuvo sus peores resultados electorales. El derechista Partido Popular consiguió una holgada victoria con la que obtuvo la mayoría absoluta, con la que su líder, Mariano Rajoy, se convirtió en Presidente del Gobierno.

## El Congreso

### Candidaturas
Las dos candidaturas a la Secretaría General: la de Alfredo Pérez Rubalcaba, quien fuera ministro y vicepresidente en los gobiernos de Rodríguez Zapatero y Felipe González; y la de Carme Chacón, quien también fue ministra con Zapatero.

#### Apoyos
Carme Chacón contó con el apoyo manifiesto de los exministros María Antonia Trujillo, Cristina Narbona, Josep Borrell, Juan Fernando López Aguilar, Francisco Caamaño, María Teresa Fernández de la Vega y Leire Pajín, el alcalde de Zaragoza Juan Alberto Belloch, que en aquel momento era la ciudad más importante gobernada por los socialistas; los dirigentes regionales José Antonio Griñán, José María Barreda, Teresa Jiménez, Miguel Ángel Heredia, Mar Moreno, José Luis Sánchez Teruel, Susana Díaz, Juan Pablo Durán y Pedro Zerolo, el expresidente del Senado Javier Rojo o el padre de la Constitución Gregorio Peces-Barba.
Por su parte, Alfredo Pérez Rubalcaba, tuvo el apoyo de los dirigentes regionales Patxi López, Francesc Antich, Dolores Gorostiaga, Pachi Vázquez, Óscar López, Jorge Alarte, Pedro Saura, Gaspar Zarrias, Begoña García Retegui, Micaela Navarro, José Antonio Viera, Francisco Hernández Spínola y Rafael González Tovar, los diputados María González Veracruz y Juan Moscoso, los exministros José Bono, Valeriano Gómez y Trinidad Jiménez, el alcalde de Toledo Emiliano García-Page, el excandidato a la alcaldía de Madrid Jaime Lissavetzky y el expresidente Felipe González.

### Delegados
Los delegados se eligen en los congresos provinciales e insulares a razón de un delegado por cada 230 militantes y por cada resto superior a 115, garantizándose un mínimo de un delegado aunque no se alcance ese mínimo de militantes. Asimismo hay una delegación de 20 miembros de las Juventudes Socialistas de España y otra formada por 16 delegados elegidos en las seis organizaciones sectoriales del PSOE. En total suman 972 delegados, de los que 956 (todos salvo los delegados de las organizaciones sectoriales) pueden participar en la elección de los órganos ejecutivos y de representación del partido.
Finalmente, hay una representación de 15 miembros de la corriente interna Izquierda Socialista con voz pero sin voto.

## Votaciones

### Secretario general
Alfredo Pérez Rubalcaba fue elegido nuevo secretario general del PSOE. Los resultados fueron:
- 487 votos para Rubalcaba;
- 465 votos para Chacón;
- 2 votos en blanco;
- 1 voto nulo;
- 1 abstención.[6]

### Comisión Ejecutiva Federal

#### Composición de la Comisión Ejecutiva Federal
Esta es la composición de la Comisión Ejecutiva Federal salida del XXXVIII Congreso.
- Presidencia: José Antonio Griñán
- Secretaría General: Alfredo Pérez Rubalcaba
- Vicesecretaría General: Elena Valenciano

SECRETARÍAS DE ÁREA
- S. del Área de Organización y Coordinación: Óscar López
- S. del Área de Relaciones Políticas: Patxi López
- S. del Área de Relaciones Institucionales y Política Autonómica: Antonio Hernando
- S. del Área de Política Internacional y Cooperación: Marisol Pérez
- S. del Área de Ideas y Programa: Jesús Caldera
- S. del Área de Ciudades y Política Municipal: Gaspar Zarrías
- S. del Área de Políticas de Igualdad: Purificación Causapié
- S. del Área de Educación y Cultura: María del Mar Villafranca Jiménez
- S. del Área de Política Económica y Empleo: Inmaculada Rodríguez-Piñero
- S. del Área de Política Social: Trinidad Jiménez
- S. del Área de Movimientos Sociales y Relaciones con las ONG: Pedro Zerolo
- S. del Área de Participación, Redes e Innovación: María González Veracruz
- S. del Área de Ordenación del Territorio y Sostenibilidad: Hugo Morán

SECRETARÍAS EJECUTIVAS
- Secretario ejecutiva de Formación: Rafael Simancas
- Secretario ejecutivo de Unión Europea: Juan Moscoso
- Secretaria ejecutiva de Inmigración: Carmela Silva
- Secretario ejecutivo de Libertades Públicas y Derechos de Ciudadanía: Álvaro Cuesta

VOCALES DE LA COMISIÓN EJECUTIVA: Eduardo Madina, Jaime Lissavetzky, Emiliano García-Page, Sergio Gutiérrez, Carlos Pérez, Carolina Darías, José Zaragoza Alonso, Francina Armengol, María Teresa Noguera, José Miguel Rodríguez, Esperanza Estévez, Alejandro Soler, María Gámez, Javier Fernández, María José Fernández, Carmen Montón, Maite Fernández, Maru Menéndez, Pachi Vázquez y Lola Gorostiaga.

#### Resultados de la votación
La Comisión Ejecutiva Federal fue elegida con los siguientes resultados:
- 723 votos a favor
- 168 votos en blanco
- 8 votos nulos
- 57 abstenciones